# 28.º distrito congresional de Florida
El 28.º distrito congresional de Florida será un nuevo distrito de la Cámara de Representantes de los Estados Unidos creado como resultado del censo de 2020. Los primeros candidatos se presentarán en las elecciones a la Cámara de 2022 para un escaño en el 118.º Congreso de los Estados Unidos. El distrito es el sucesor del 26.º distrito.